# Clavulariidae
Die Clavulariidae sind eine Familie der Achtstrahligen Korallen (Octocorallia), die in den Korallenriffen des tropischen Indopazifiks und in seinen Nebenmeeren vorkommt.

## Merkmale
Die Arten der Familie Clavulariidae bilden Tierkolonien, die aus vielen Einzelpolypen bestehen. Die Kolonien besitzen kein Achsenskelett, sondern sind an ihrer Basis durch bandartige Ausläufer (Stolonen) oder Membranen miteinander verbunden. Die Polypen sind monomorph und können sich in keulenförmige Kelche zurückziehen, die sehr hoch sein können. Die Tentakel sind gefiedert, wobei die Fiedern frei oder miteinander verwachsen sein können, so dass die Tentakel ein Blatt- oder paddelartiges Äußeres aufweisen. In den Tentakeln haben die Skleriten die Form winziger Stäbchen, Plättchen oder Schuppen. In den Kelchen und Stolonen sind die Sklerite glatt oder höckerig und in den Stolonen oft zu Klumpen verwachsen. Sie können in den Kelchen und Stolonen auch fehlen. Alle Arten der Familie Clavulariidae leben in einer Endosymbiose mit einzelligen, symbiotischen Algen (Zooxanthellen).

## Gattungen

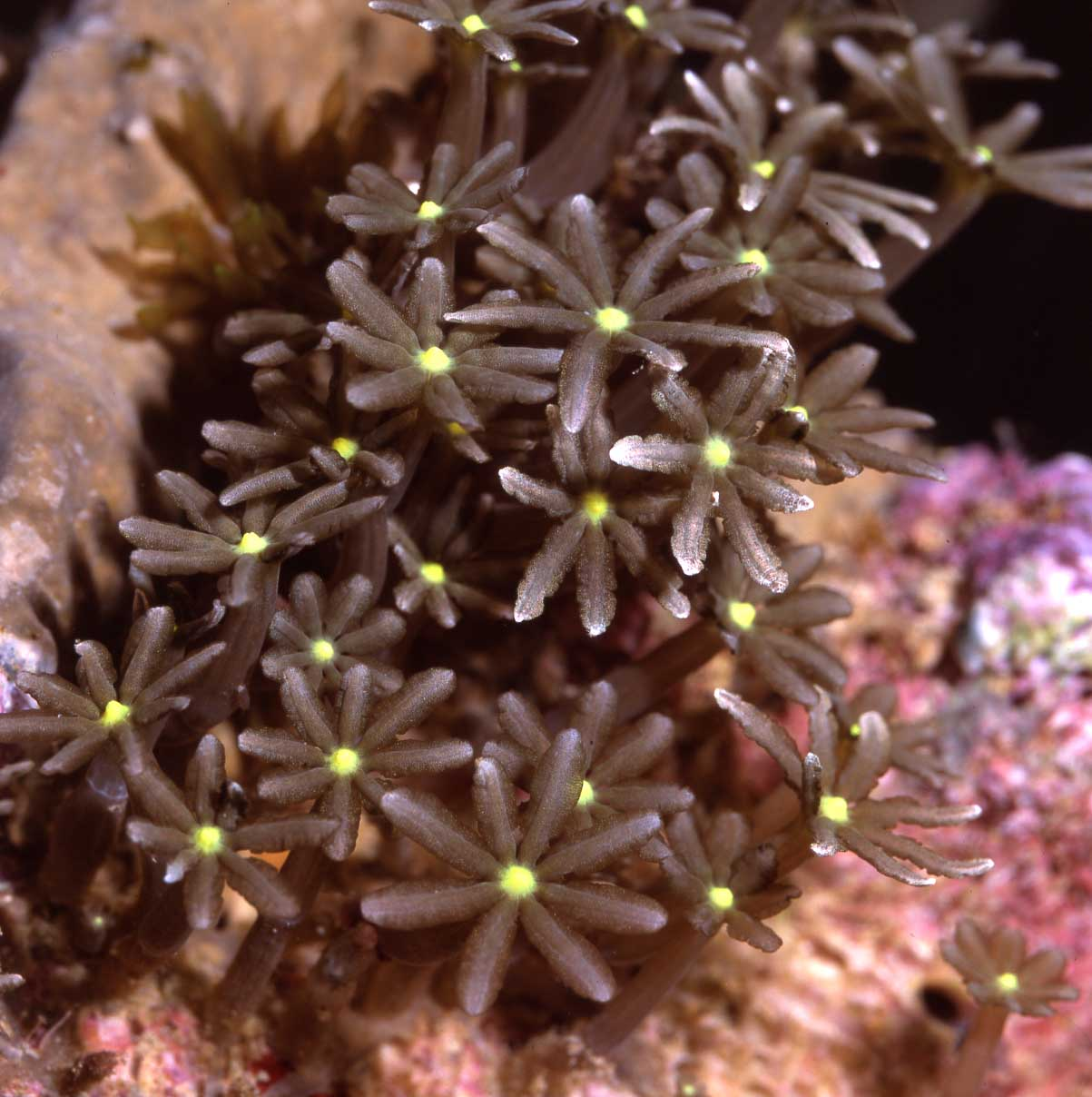
Knopia octocontacanalis

Zur Familie Clavulariidae gehören drei Gattungen:
- Clavularia Blainville, 1830
- Hanabira Lau, Stokvis, Imahara & Reimer, 2019
- Knopia Alderslade & McFadden, 2007

Die Familie Clavulariidae umfasste ursprünglich viel mehr Gattungen der sogenannten Röhrenkorallen, war in dieser Zusammensetzung allerdings nicht monophyletisch. Um wieder die in modernen Systematiken geforderten Monophylie zu erreichen, wurden die Clavulariidae  auf drei Gattungen beschränkt. Andere Röhrenkorallengattungen wurden den neu eingeführten Familien Carijoidae, Cerveridae, Incrustatidae und Sarcodictyonidae zugeordnet und einige Gattungen wurden auch in die Familien Acanthoaxiidae, Acrossotidae, Tubiporidae und Victorgorgiidae gestellt, die teilweise aus Oktokorallengattungen bestehen, die nicht die äußere Gestalt der Röhrenkorallen aufweisen. Die Familie Clavulariidae ist die basale Schwestergruppe einer Klade, die alle anderen Familien der Ordnung Malacalcyonacea in der Gruppe der Octocorallia umfasst.